# Северино, Марк Аурелио
Марко Аурелио Северино (итал. Marco Aurelio Severino; 1580—1656) — итальянский хирург, анатом и зоолог, один из основоположников сравнительной анатомии.

## Биография
Родился в Тарсии, в Калабрии в ноябре 1580 года. Учился в различных школах Калабрии. Позднее учился в Неаполе. Сначала занимался правом, затем обратился к медицине. В Неаполе познакомился с Т. Кампанеллой, оказавшим на него значительное влияние. Через Кампанеллу Северино узнал философское учение Б. Телезио.Все это способствовало формированию его как активного противника аристотелизма.Критическое отношение Северино к Аристотелю проявляется в сочинении Antiperipatias . В этом сочинении Северино выступил против утверждения перипатетиков, что рыба не дышит воздухом. Следуя традиции атомистической философии Демокрита, он попытался показать, что рыба использует растворенный в воде воздух. Медицинскую степень Северино получил в Салерно в 1609 г. Вернувшись в Тарсию, приступил к медицинской практике. Через несколько лет снова вернулся в Неаполь и стал изучать хирургию. В 1615 году, когда освободилось место хирурга и анатома в университете, он был рекомендован на это место.
Скоро получил признание как выдающийся хирург. Многие студенты приезжали в Неаполь привлеченные его славой. Северино переписывался с Т. Кампанеллой, У. Гарвеем, Т. Бартолином, О. Вормом, И. Веслингом и др. Умер в Неаполе в июле 1655 года от чумы .
Автор ряда сочинений, которые демонстрируют внимание к наблюдениям и опыту. Среди них особенно выделяется произведение «Демокритова зоотомия» (1645). Это один из наиболее ранних трактатов, посвященных сравнительной анатомии.

## Сочинения
- De recondita abscessuum natura (Naples, 1632);
- Zootomia Democritea (Nuremberg, 1645);
- De efficaci medica (Frankfurt, 1646);
- Trimembris chirurgia (Frankfurt,1653);
- Therapeuta Neapolitanus (Naples, 1653);
- Quaestiones anatomicae quatuor (Frankfurt, 1654);
- Antiperipatias. Hoc est adversus Arsitoteleos de respiratione piscium diatriba. De piscibus in sicco viventibus commentarius… Phoca illustratus…, 2 vol., Naples, H. C. Cavalli, 1655—1659